# Lepus tolai
A lebre-de-tolai (Lepus tolai) ou lebre-tolai é um leporídeo da Ásia Central.

## Habitat

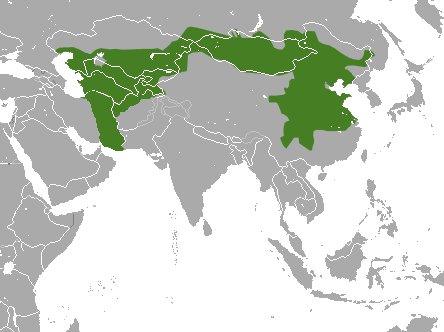
Em verde a área onde a lebre vive

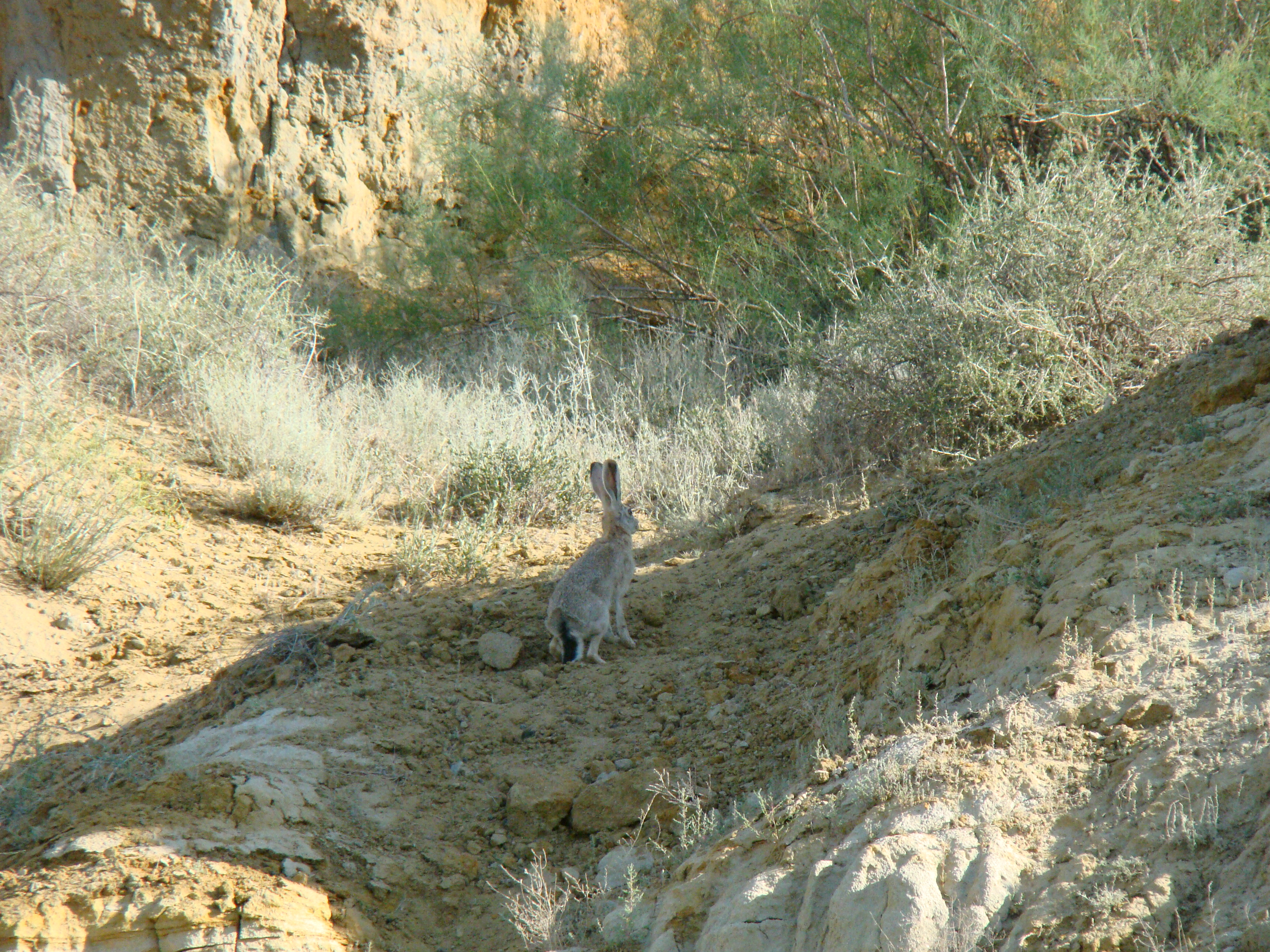
Uma lebre-tolai em seu habitat

A lebre-tolai vive tipicamente em desertos e semidesertos frios de uma extensa área em países como a Mongólia, Cazaquistão, Quirguistão, China, Rússia, Afeganistão, noroeste da Índia, nordeste do Irã e nordeste da África. Vive tanto em planícies quanto nas montanhas, mesmo em altitudes com 3 mil metros acima do nível do mar (cordilheiras de Tien Shan e Pamir). Procura locais com vegetação a fim de ser proteger dos predadores. 

## Morfologia
A lebre-tolai é uma lebre de tamanho médio, com um corpo que mede de 39 a 55 cm. Ela pessa de de 2, 5 a 2,8 kg. As orelhas e as pernas são longas, mais compridas que os de uma lebre comum. A cauda mede de 7,5-11,6 cm e o comprimento da orelha é de 8,3-11,9 cm. Os pés das patas traseiras são bastante estreitos. A cor do pelo, em geral, em geral é marrom claro, sendo que no verão ganha tonalidades cinza e marrom. O pelo no inverno costuma ser um pouco mais claro. Na cabeça, incluindo a ponta das orelhas, a pelagem é escura, a garganta e a barriga são brancos, a cauda é escura por cim cima, com uma mecha de pelos brancos e duros na ponta. 

## Reprodução
A tolai se reproduz três vezes por ano e o acasalamento envolve a luta dos machos por uma fêmea e um grito estridente dos candidatos durante o evento. Depois de prenhas, as lebres , extremamente cuidadosas, não se afastam muito do seu território para se alimentar. Os filhotes nascem cerca de 45 dias após a cópula e a ninhada costuma ter de 3 a 8 filhotes. Aos 6-8 meses, as lebre-tolais são adultas e deixam sua mãe. 

## Hábitos gerais
Esta lebre não está adaptada para se movimentar na neve profunda, apesar de viver em áreas onde neva. 
Alimenta-se, geralmente, as partes verdes das plantas, assim como das raízes, bulbos e tubérculos. No final do verão e no outono também come milho, cevada e trigo nos campos e no inverno, devido à escassez de alimentos verdes, de brotos de plantas e de cascas se árvores e arbustos. 

## Na Wikimedia Commons
Galeria de fotos